# Coppa Ronchetti 1980-1981
L'edizione 1980-1981 della Coppa europea Liliana Ronchetti è stata la decima della seconda competizione europea per club di pallacanestro femminile organizzata dalla FIBA Europe. Si è svolta tra il 5 novembre 1980 al 10 marzo 1981.
Vi hanno partecipato diciotto squadre. Il titolo è stato conquistato dal Spartak Mosca, in finale sul Monting Zagabria, al termine di una finale in gara unica a Pernik.

## Ottavi di finale
| Squadra 1         | Totale  | Squadra 2       | Andata   | Ritorno  |
| ----------------- | ------- | --------------- | -------- | -------- |
| Hapoel Haifa      | 123-179 | ZKK Student Nis | 59 - 94  | 64 - 85  |
| BBC Les Esperants | 82-236  | ZKK Vozdovac    | 50 - 124 | 32 - 112 |
| Slavia Praga      | 147-124 | Akademik Sofia  | 78 - 65  | 69 - 59  |
| CB Vigo           | 127-150 | Asnieres Sports | 56 - 69  | 71 - 81  |
| Spartacus SCK     | 142-107 | BC BBC          | 74 - 44  | 68 - 63  |
| SC Pernik         | 151-128 | BP Spartacus    | 73 - 54  | 78 - 74  |

## Gruppi quarti di finale

### Gruppo A
| Pos | Squadra       | G | V | P | PF  | PS  | DP   | Qualificazione              |       | KMO   | MAR   | SPA   |
| --- | ------------- | - | - | - | --- | --- | ---- | --------------------------- | ----- | ----- | ----- | ----- |
| 1   | KK Monting    | 4 | 3 | 1 | 326 | 245 | +81  | Qualificata alle semifinali |       | —     | 91–50 | 78–39 |
| 2   | DFS Maritza   | 4 | 3 | 1 | 306 | 278 | +28  |                             |       | 90–72 | —     | 79–56 |
| 3   | Spartacus SCK | 4 | 0 | 4 | 220 | 329 | −109 |                             | 66–85 | 59–87 | —     |       |

### Gruppo B
| Pos | Squadra         | G | V | P | PF  | PS  | DP  | Qualificazione              |       | SPR   | ASN   | ZVO   |
| --- | --------------- | - | - | - | --- | --- | --- | --------------------------- | ----- | ----- | ----- | ----- |
| 1   | Slavia Praga    | 4 | 3 | 1 | 320 | 311 | +9  | Qualificata alle semifinali |       | —     | 73–72 | 88–68 |
| 2   | Asnieres Sports | 4 | 2 | 2 | 321 | 293 | +28 |                             |       | 81–83 | —     | 94–68 |
| 3   | ZKK Vozdovac    | 4 | 1 | 3 | 295 | 332 | −37 |                             | 90–76 | 69–74 | —     |       |

### Gruppo C
| Pos | Squadra                | G | V | P | PF  | PS  | DP   | Qualificazione              |       | SRM   | SPE    | TSB   |
| --- | ---------------------- | - | - | - | --- | --- | ---- | --------------------------- | ----- | ----- | ------ | ----- |
| 1   | Spartak Mosca          | 4 | 4 | 0 | 384 | 279 | +105 | Qualificata alle semifinali |       | —     | 112–70 | 87–68 |
| 2   | SC Pernik              | 4 | 1 | 3 | 308 | 352 | −44  |                             |       | 82–89 | —      | 77–71 |
| 3   | Tungsram S.C. Budapest | 4 | 1 | 3 | 278 | 339 | −61  |                             | 59–96 | 80–79 | —      |       |

### Gruppo D
| Pos | Squadra                   | G | V | P | PF  | PS  | DP  | Qualificazione              |       | CCU   | BKP   | ZSN    |
| --- | ------------------------- | - | - | - | --- | --- | --- | --------------------------- | ----- | ----- | ----- | ------ |
| 1   | Clermont Club Universite  | 4 | 3 | 1 | 336 | 295 | +41 | Qualificata alle semifinali |       | —     | 89–70 | 102–78 |
| 2   | Basketbal SK Kralovo Pole | 4 | 2 | 2 | 306 | 322 | −16 |                             |       | 64–60 | —     | 94–85  |
| 3   | ZKK Student Nis           | 4 | 1 | 3 | 334 | 359 | −25 |                             | 83–85 | 88–78 | —     |        |

## Semifinali
| Squadra 1    | Totale  | Squadra 2                | Andata  | Ritorno |
| ------------ | ------- | ------------------------ | ------- | ------- |
| KK Monting   | 163-140 | Clermont Club Universite | 82 - 70 | 81 - 70 |
| Slavia Praga | 152-180 | Spartak Mosca            | 77 - 95 | 75 - 85 |

## Finali
| Roma 10 marzo 1981 Gara unica | Spartak Mosca | 95 – 63 (59-24, 36-39) referto | Zrinjevac |  |